# Piet Veerman (album)
Piet Veerman is een muziekalbum van Piet Veerman uit 1987. Het is zijn derde soloalbum, en zijn eerste album sinds The Cats in 1985 definitief uit elkaar gingen. Het album behaalde dubbel platina en stond dertig weken in de Single Top 100 met nummer 2 als hoogste notering. Van het album verschenen de nummers Sailin' home en Walking together ook op een single.

## Nummers
| Nummer | Naam                        | Duur |
| ------ | --------------------------- | ---- |
| A1     | Sailin' home                | 4:37 |
| A2     | Barely holding on           | 2:53 |
| A3     | Think about the good times  | 3:42 |
| A4     | The town where you was born | 4:19 |
| A5     | All that you could be       | 3:08 |
| B1     | Dream away                  | 4:11 |
| B2     | Hard way of livin'          | 4:13 |
| B3     | Point of no return          | 3:35 |
| B4     | Almost over you             | 3:43 |
| B5     | Walking together            | 4:37 |